# Исида Байган
Исида Байган (яп. 石田 梅岩, 12 октября 1685, Тамба — 29 октября 1744, Киото) — японский философ, основавший религиозное движение Сингаку (постижение «сердца»), призывавшее к тому, чтобы всё обучение осуществлялось в соответствии с принципами этики и морали, а сами моральные принципы стали бы широко распространены среди простых людей.

## Биография
Родился в селе Тогэ уезда Кувата провинции Тамба (в настоящее время город Камэока) в семье крестьянина, работал в Киото помощником купца и самостоятельно изучал этику. Движение Сингаку основал в 1729 году, первоначально рассказывая о своих идеях только в купеческом доме, но вскоре начав путешествовать по всей стране и давать публичные лекции, на которых простым языком, что увеличивало их популярность, пытался донести до населения свои взгляды в виде притч. Основой его этической концепции было конфуцианство, но он также многое почерпнул из синтоизма, буддизма и даосизма. В 1739 году он издал книгу «Диалог города и деревни» (яп. 都鄙問答 Тохи мондо:), в которой обобщил свои взгляды. Другой важной обобщающей работой Исиды стал труд «Бережливость в управлении семьёй» (яп. 倹約斉家論 Кэнъяку сэйка рон) (1774), в котором он уделял большое внимание семье, поскольку считал, что человек, не способный управлять своей семьёй и своим хозяйством, не может управлять своим государством и народом.
К моменту его смерти движение Сингаку насчитывало более 400 учеников и 81 школу по всей стране, а также пользовалось определённой поддержкой со стороны государства, в 1806 году была опубликована книга его изречений «Собрание изречений учителя Исиды» (яп. 石田先生語録 Исида-сэнсэй гороку); однако с конца XVIII века становилось всё более догматическим и к концу эпохи Токугава практически сошло на нет.

## Сочинения
- Исида Байган. Беседы горожанина и селянина. В кн. Учение Исиды Байгана о постижении «сердца» и становление трудовой этики в Японии. : Беседы горожанина и селянина. Рассуждения о бережливом управлении домом : исследования, перевод и комментарии / Л. Б. Карелова. — Москва : Восточная лит., 2007. — С.149-273.(История восточной философии / Российская акад. наук., Ин-т философии). — ISBN 5-02-018516-7
- Исида Байган. Рассуждение о бережливом управлении домом. В кн. Учение Исиды Байгана о постижении «сердца» и становление трудовой этики в Японии. : Беседы горожанина и селянина. Рассуждения о бережливом управлении домом : исследования, перевод и комментарии / Л. Б. Карелова. — Москва : Восточная лит., 2007. — С.274-299.— (История восточной философии / Российская акад. наук., Ин-т философии). — ISBN 5-02-018516-7